# Jaco Peyper
Jaco Peyper (ur. 13 maja 1980 w Bloemfontein) – południowoafrykański międzynarodowy sędzia rugby union. Sędziował w Currie Cup, Super Rugby, a także w rozgrywkach reprezentacyjnych, w tym w IRB Sevens World Series i Pucharach Świata w obu odmianach tego sportu.
Grał w rugby na pozycji łącznika młyna do drugiego roku studiów, do tego czasu jednak przeszedł siedem operacji, postanowił zatem przestać czynnie uprawiać ten sport. Chciał jednak pozostać z nim związany, toteż zaczął trenować zespoły dziecięce i sędziować ich mecze. W roli arbitra zadebiutował w 2001 roku, piął się po szczeblach sędziowskiej kariery w rozgrywkach juniorskich (wraz z ich finałami) i sześć lat później poprowadził pierwszy seniorski pojedynek, a następnie finał Vodacom Cup 2007. W tym samym roku po raz pierwszy sędziował w Currie Cup, a pięć lat później został wyznaczony na arbitra finałowego pojedynku. W rozgrywkach Super 14 zadebiutował natomiast w roku 2009, a w 2015 roku poprowadził ich finał.
Sędziował w turniejach z cyklu IRB Sevens World Series w sezonach 2007/2008 i 2008/2009, następnie został wytypowany w gronie arbitrów Pucharu Świata 2009. Doświadczenie zbierał także w mistrzostwach świata juniorów w 2010 i 2011. Karierę międzynarodową zapoczątkował testmeczem Kenia–Zimbabwe w lipcu 2011 roku, zaś od następnego roku prowadził pod auspicjami IRB mecze najlepszych zespołów na świecie.
W panelu arbitrów na The Rugby Championship znajdował się od roku 2012. Z kolei do sędziowania Pucharu Sześciu Narodów został po raz pierwszy wyznaczony w edycji 2013 i odtąd corocznie pojawiał się w tym turnieju. W trakcie kariery sędziował także spotkania podczas tournée British and Irish Lions w roku 2013 oraz został nominowany na Puchar Świata 2015.
W 2012 roku zdobył dwie krajowe nagrody sędziowskie.
Uczęszczał do Grey College, a następnie ukończył University of the Free State. Pracował jako konsultant w firmie prawniczej Peyper Sesele.
Żonaty z Zenobią, córka Nina. Jego ojciec, Japie Theron, także był sędzią na poziomie Currie Cup oraz działaczem sportowym.